# Viburnum acerifolium
Viburnum acerifolium е вид растение от семейство мешковицови (Adoxaceae). Видът е незастрашен от изчезване.

## Разпространение
Viburnum acerifolium е разпространени в Северна Америка от югозападната част на Квебек и Онтарио на юг до Северна Флорида и Източен Тексас.

## Описание
Viburnum acerifolium е вид храст, достигащ до 1 – 2 метра на височина. Листата му достигат на дължина и на ширина до около 5 – 10 cm. Имат назъбени ръбове, а повърхността им има размита текстура. Цветовете са бели с пет малки венчелистчета. Плодът е малък и червен до лилаво-черен на цвят, с дължина от 4 до 8 mm. Привлича пеперуди и птици.